# Дибово (Ямбольська область)
Ди́бово (болг. Дъбово) — село в Ямбольській області Болгарії. Входить до складу общини Болярово.

## Населення
За даними перепису населення 2011 року у селі проживали 72 особи, усі — болгари.
Розподіл населення за віком у 2011 році:
Динаміка населення: